# ويليام ارين لونش
ويليام ارين لونش هو قاضي وسياسي كندي، ولد في 30 سبتمبر 1845 في كندا، وتوفي في 23 نوفمبر 1916 في لاك برومي في كندا. حزبياً، نشط في Conservative Party of Quebec (historical) ‏. وقد انتخب عضو الجمعية الوطنية في كيبك ‏.